# Liège–Bastogne–Liège
Liège–Bastogne–Liège este o cursă de ciclism de o zi care se desfășoară anual în Belgia. Este poreclită La Doyenne ("Vechea Doamnă"). Prima ediție a avut loc în anul 1892, fiind astfel cea mai veche dintre cele cinci curse „Monument”, între care se află Milano–San Remo, Turul Flandrei, Paris–Roubaix și Giro di Lombardia. Are loc la finalul lunii aprilie, fiind ultima dintre clasicele de primăvară.
Este una dintre cele mai grele curse de o zi din ciclism din cauza traseului dificil și a lungimii sale.
Cel mai titrat ciclist din istoria cursei este belgianul Eddy Merckx, care a câștigat de cinci ori. Italianul Moreno Argentin și spaniolul Alejandro Valverde s-au impus fiecare de câte patru ori.
Din 2017, există și varianta feminină a cursei.

## Câștigători
| An   | Câștigător                      | Locul doi              | Locul trei             |
| ---- | ------------------------------- | ---------------------- | ---------------------- |
| 1892 | Léon Houa                       | Léon Lhoest            | Louis Rasquinet        |
| 1893 | Léon Houa                       | Michel Borisowski      | Charles Collette       |
| 1894 | Léon Houa                       | Louis Rasquinet        | René Nulens            |
| 1908 | André Trousselier               | Alphonse Lauwers       | Henri Dubois           |
| 1909 | Victor Fastre                   | Eugène Charlier        | Paul Deman             |
| 1911 | Joseph Van Daele                | Armand Lenoir          | Victor Kraenen         |
| 1912 | Omer Verschoore                 | Jacques Coomans        | André Blaise           |
| 1913 | Maurice Moritz                  | Alphonse Fonson        | Hubert Noel            |
| 1919 | Léon Devos                      | Henri Hanlet           | Arthur Claerhout       |
| 1920 | Léon Scieur                     | Lucien Buysse          | Jacques Coomans        |
| 1921 | Louis Mottiat                   | Marcel Lacour          | Jean Rossius           |
| 1922 | Louis Mottiat                   | Albert Jordens         | Laurent Seret          |
| 1923 | René Vermandel                  | Jean Rossius           | Félix Sellier          |
| 1924 | René Vermandel                  | Adelin Benoît          | Jules Matton           |
| 1925 | Georges Ronsse                  | Gustaaf Van Slembrouck | Louis Eelen            |
| 1926 | Dieudonné Smets                 | Joseph Siquet          | Alexis Macar           |
| 1927 | Maurice Raes                    | Jean Hans              | Joseph Siquet          |
| 1928 | Ernest Mottard                  | Maurice Raes           | Emile Van Belle        |
| 1929 | Alphonse Schepers               | Gustave Hembroeckx     | Maurice Raes           |
| 1930 | Hermann Buse                    | Georges Laloup         | François Gardier       |
| 1931 | Alphonse Schepers               | Marcel Houyoux         | Jules Deschepper       |
| 1932 | Marcel Houyoux                  | Léopold Roosemont      | Gérard Lambrechts      |
| 1933 | François Gardier                | Roger Dewolf           | Albert Bolly           |
| 1934 | Théo Herckenrath                | Mathieu Cardynaels     | Jef Moerenhout         |
| 1935 | Alphonse Schepers               | Frans Bonduel          | Louis Hardiquest       |
| 1936 | Albert Beckaert                 | Gilbert Levae          | Jan-Jozef Horemans     |
| 1937 | Éloi Meulenberg                 | Gustaaf Deloor         | Julien Heernaert       |
| 1938 | Alfons Deloor                   | Marcel Kint            | Félicien Vervaecke     |
| 1939 | Albert Ritserveldt              | Cyriel Van Overberghe  | Edward Vissers         |
| 1943 | Richard Depoorter               | Joseph Didden          | Stan Ockers            |
| 1945 | Jan Engels                      | Edward Van Dijck       | Jef Moerenhout         |
| 1946 | Prosper Depredomme              | Albert Hendrickx       | Triphon Verstraeten    |
| 1947 | Richard Depoorter               | Raymond Impanis        | Florent Mathieu        |
| 1948 | Maurice Mollin                  | Raymond Impanis        | Louis Caput            |
| 1949 | Camille Danguillaume            | Adolph Verschueren     | Roger Gyselinck        |
| 1950 | Prosper Depredomme              | Jean Bogaerts          | Edward Van Dijck       |
| 1951 | Ferdinand Kübler                | Germain Derycke        | Wout Wagtmans          |
| 1952 | Ferdinand Kübler                | Henri Van Kerckhove    | Jean Robic             |
| 1953 | Alois De Hertog                 | Maurice Diot           | Raoul Rémy             |
| 1954 | Marcel Ernzer                   | Raymond Impanis        | Ferdinand Kübler       |
| 1955 | Stan Ockers                     | Raymond Impanis        | Jean Brankart          |
| 1956 | Fred De Bruyne                  | Richard Van Genechten  | Alex Close             |
| 1957 | Germain Derycke Frans Schoubben |                        | Marcel Buys            |
| 1958 | Fred De Bruyne                  | Jan Zagers             | Jos Theuns             |
| 1959 | Fred De Bruyne                  | Frans Schoubben        | Frans De Mulder        |
| 1960 | Albertus Geldermans             | Pierre Everaert        | Jef Planckaert         |
| 1961 | Rik Van Looy                    | Marcel Rohrbach        | Armand Desmet          |
| 1962 | Jef Planckaert                  | Rolf Wolfshohl         | Claude Colette         |
| 1963 | Frans Melckenbeeck              | Pino Cerami            | Vittorio Adorni        |
| 1964 | Willy Bocklant                  | Georges Van Coningsloo | Vittorio Adorni        |
| 1965 | Carmine Preziosi                | Vittorio Adorni        | Martin Van Den Bossche |
| 1966 | Jacques Anquetil                | Victor Van Schil       | Willy In 't Ven        |
| 1967 | Walter Godefroot                | Eddy Merckx            | Willy Monty            |
| 1968 | Valere Van Sweevelt             | Walter Godefroot       | Raymond Poulidor       |
| 1969 | Eddy Merckx                     | Victor Van Schil       | Barry Hoban            |
| 1970 | Roger De Vlaeminck              | Frans Verbeeck         | Eddy Merckx            |
| 1971 | Eddy Merckx                     | Georges Pintens        | Frans Verbeeck         |
| 1972 | Eddy Merckx                     | Wim Schepers           | Herman Vanspringel     |
| 1973 | Eddy Merckx                     | Frans Verbeeck         | Walter Godefroot       |
| 1974 | Georges Pintens                 | Walter Planckaert      | declared deserted      |
| 1975 | Eddy Merckx                     | Bernard Thévenet       | Walter Godefroot       |
| 1976 | Joseph Bruyère                  | Freddy Maertens        | Frans Verbeeck         |
| 1977 | Bernard Hinault                 | André Dierickx         | Dietrich Thurau        |
| 1978 | Joseph Bruyère                  | Dietrich Thurau        | Francesco Moser        |
| 1979 | Dietrich Thurau                 | Bernard Hinault        | Daniel Willems         |
| 1980 | Bernard Hinault                 | Hennie Kuiper          | Ronny Claes            |
| 1981 | Josef Fuchs                     | Stefan Mutter          | declared deserted      |
| 1982 | Silvano Contini                 | Alfons De Wolf         | Stefan Mutter          |
| 1983 | Steven Rooks                    | Giuseppe Saronni       | Pascal Jules           |
| 1984 | Sean Kelly                      | Phil Anderson          | Greg LeMond            |
| 1985 | Moreno Argentin                 | Claude Criquielion     | Stephen Roche          |
| 1986 | Moreno Argentin                 | Adrie van der Poel     | Dag Erik Pedersen      |
| 1987 | Moreno Argentin                 | Stephen Roche          | Claude Criquielion     |
| 1988 | Adrie van der Poel              | Michel Dernies         | Robert Millar          |
| 1989 | Sean Kelly                      | Fabrice Philipot       | Phil Anderson          |
| 1990 | Eric Van Lancker                | Jean-Claude Leclercq   | Steven Rooks           |
| 1991 | Moreno Argentin                 | Claude Criquielion     | Rolf Sørensen          |
| 1992 | Dirk De Wolf                    | Steven Rooks           | Jean-François Bernard  |
| 1993 | Rolf Sørensen                   | Tony Rominger          | Maurizio Fondriest     |
| 1994 | Evgeni Berzin                   | Lance Armstrong        | Giorgio Furlan         |
| 1995 | Mauro Gianetti                  | Gianni Bugno           | Michele Bartoli        |
| 1996 | Pascal Richard                  | Lance Armstrong        | Mauro Gianetti         |
| 1997 | Michele Bartoli                 | Laurent Jalabert       | Gabriele Colombo       |
| 1998 | Michele Bartoli                 | Laurent Jalabert       | Rodolfo Massi          |
| 1999 | Frank Vandenbroucke             | Michael Boogerd        | Maarten den Bakker     |
| 2000 | Paolo Bettini                   | David Etxebarria       | Davide Rebellin        |
| 2001 | Oscar Camenzind                 | Davide Rebellin        | David Etxebarria       |
| 2002 | Paolo Bettini                   | Stefano Garzelli       | Ivan Basso             |
| 2003 | Tyler Hamilton                  | Iban Mayo              | Michael Boogerd        |
| 2004 | Davide Rebellin                 | Michael Boogerd        | Alekszandr Vinokurov   |
| 2005 | Alekszandr Vinokurov            | Jens Voigt             | Michael Boogerd        |
| 2006 | Alejandro Valverde              | Paolo Bettini          | Damiano Cunego         |
| 2007 | Danilo Di Luca                  | Alejandro Valverde     | Fränk Schleck          |
| 2008 | Alejandro Valverde              | Davide Rebellin        | Fränk Schleck          |
| 2009 | Andy Schleck                    | Joaquim Rodríguez      | Davide Rebellin        |
| 2010 | Alekszandr Vinokurov            | Aleksandr Kolobnev     | Philippe Gilbert       |
| 2011 | Philippe Gilbert                | Fränk Schleck          | Andy Schleck           |
| 2012 | Maxim Iglinskiy                 | Vincenzo Nibali        | Enrico Gasparotto      |
| 2013 | Daniel Martin                   | Joaquim Rodríguez      | Alejandro Valverde     |
| 2014 | Simon Gerrans                   | Alejandro Valverde     | Michał Kwiatkowski     |
| 2015 | Alejandro Valverde              | Julian Alaphilippe     | Joaquim Rodríguez      |
| 2016 | Wout Poels                      | Michael Albasini       | Rui Costa              |
| 2017 | Alejandro Valverde              | Daniel Martin          | Michał Kwiatkowski     |
| 2018 | Bob Jungels                     | Michael Woods          | Romain Bardet          |
| 2019 | Jakob Fuglsang                  | Davide Formolo         | Maximilian Schachmann  |
| 2020 | Primož Roglič                   | Marc Hirschi           | Tadej Pogačar          |
| 2021 | Tadej Pogačar                   | Julian Alaphilippe     | David Gaudu            |
| 2022 | Remco Evenepoel                 | Quinten Hermans        | Wout van Aert          |
| 2023 | Remco Evenepoel                 | Thomas Pidcock         | Santiago Buitrago      |
| 2024 | Tadej Pogačar                   | Romain Bardet          | Mathieu van der Poel   |
| 2025 |                                 |                        |                        |